# احمد موحمادینا
احمد موحمادینا (انگلیسی: Ahmed Mohamadina؛ زادهٔ ۱۰ مارس ۱۹۸۴) بازیکن فوتبال اهل مراکش بود.
از باشگاه‌هایی که در آن بازی کرده‌است می‌توان به باشگاه فوتبال اتحاد خمیسات و باشگاه فوتبال المپیک خریبکه اشاره کرد.
وی همچنین در تیم ملی فوتبال مراکش بازی کرده‌است.